# Umweltingenieurwissenschaften

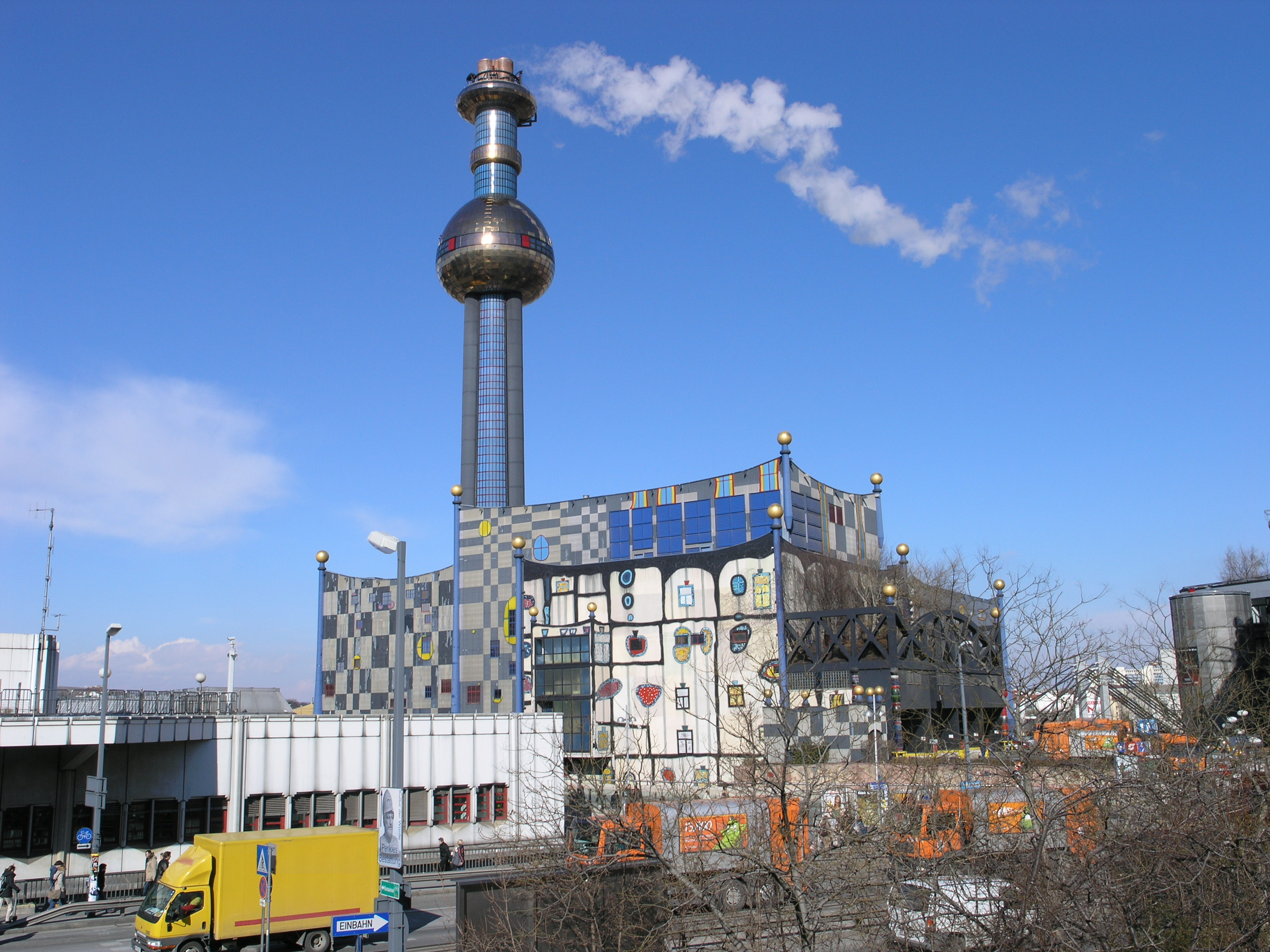
Müllverbrennungsanlage in Wien

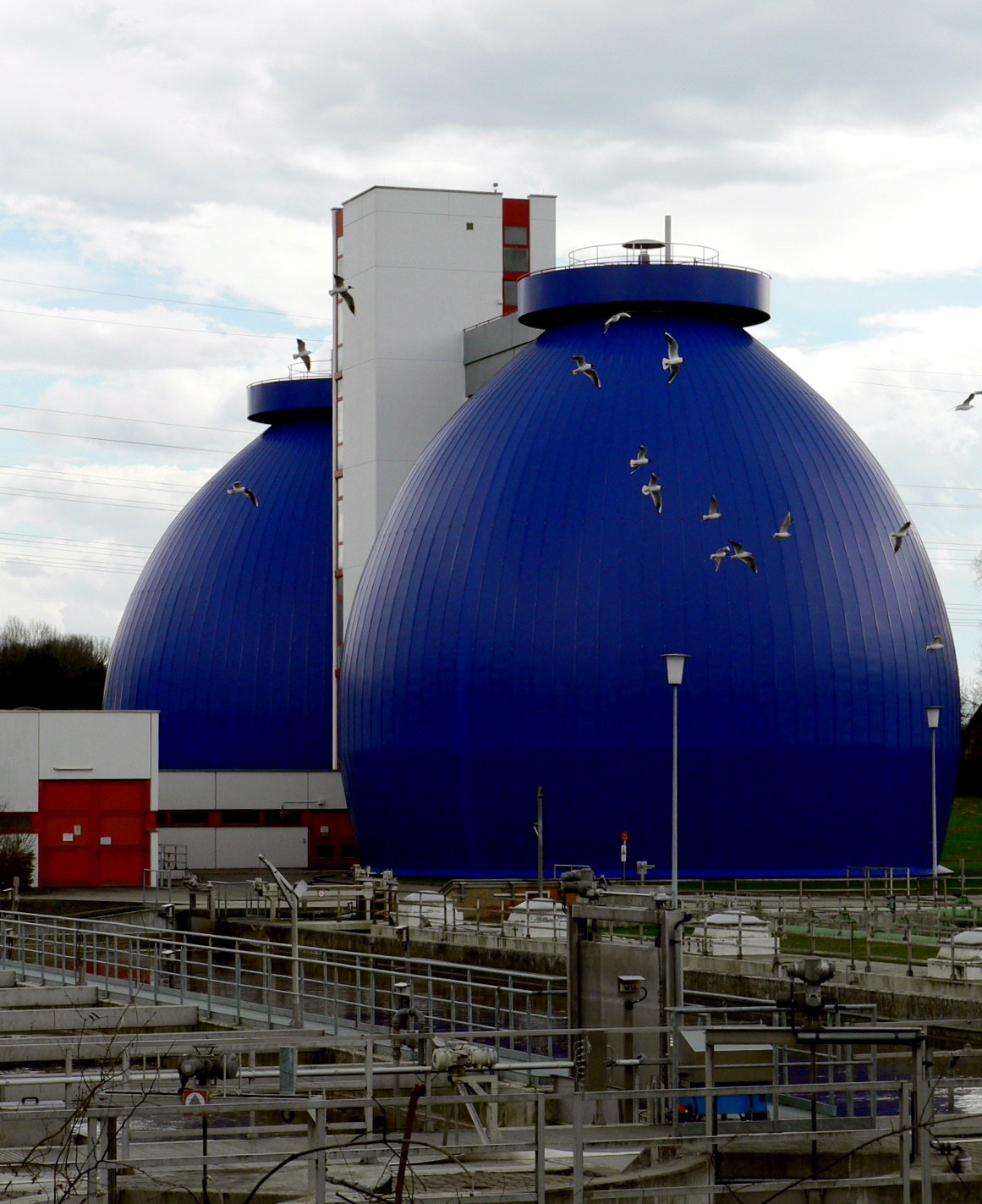
Faulturm einer Kläranlage

Umweltingenieurwissenschaften beschäftigen sich mit Fragestellungen des technischen Umweltschutzes sowie der Umweltplanung. Damit sind sie an der Schnittstelle zwischen Umwelt, Technik und Gesellschaft. In den Bereich der Umweltingenieurwissenschaften fallen verschiedene Disziplinen der Naturwissenschaften, Ingenieurwissenschaften sowie der Sozioökonomie.

## Teilgebiete
- Siedlungswasserwirtschaft
- Abfalltechnik
- Luftreinhaltung
- Schallschutz
- Raumplanung und Umweltplanung
- Geoinformatik und Fernerkundung
- Technische Gebäudeausrüstung
- Hydrologie und Wasserbau
- Energie- und Umweltinformatik
- Umwelt- und Verfahrenstechnik

## Ausbildung
Das Berufsbild des Umweltingenieurs wird in verschiedenen Universitäten und Fachhochschulen im deutschen Sprachraum durch entsprechende Studiengänge oder als Teilbereich des Bauingenieurwesen ausgestaltet. Auch duale Studiengänge werden  angeboten.

### Deutschland
- Universität Stuttgart: Umweltschutztechnik[1][2]
- Universität Rostock: Umweltingenieurwissenschaften (Bachelor und Master of Science)[3]
- Bauhaus-Universität Weimar: Umweltingenieurwissenschaften (Bachelor und Master of Science)[4][5]

### Österreich
- Montanuniversität Leoben: Industrielle Umweltschutz- und Verfahrenstechnik[6]
- Universität für Bodenkultur Wien: Umweltingenieurwissenschaften (bis 2021 unter dem Namen Kulturtechnik und Wasserwirtschaft)[7]
- Technische Universität Wien: Umweltingenieurwesen[8]
- Universität Innsbruck: Bau- und Umweltingenieurwissenschaften[9]

### Schweiz
- ETH Zürich: Umweltingenieurwissenschaften[10]
- École polytechnique fédérale de Lausanne: Umweltingenieurwissenschaften[11][12]
- Zürcher Hochschule für Angewandte Wissenschaften Wädenswil: Umweltingenieurwesen[13]

## Berufsbild
Umweltingenieurinnen und Umweltingenieure arbeiten an der Schnittstelle zwischen Umwelt, Technik und Gesellschaft. Ihr Tätigkeitsfeld ist vielfältig: Sie kümmern sich um den Schutz, die Erschließung und die Bewirtschaftung der für den Menschen lebensnotwendigen Ressource Wasser und um die Wiederherstellung naturnaher Flussläufe und Wasserökosysteme. Sie planen Anlagen und setzen Bauvorhaben in der Wasserkraft, im Hochwasserschutz und im Verkehrswesen um. Sie beschäftigen sich mit Trinkwasserversorgung und Abwassertechnik, mit der Be- und Entwässerung genauso wie mit dem Schutz der Gewässer vor Schadstoffen. Sie entwickeln innovative Lösungen zum Recycling von Baustoffen, zur Vermeidung von Abfällen oder deren Weiterverwendung nach dem Prinzip der Kreislaufwirtschaft. Sie planen umfassende Maßnahmen gegen Naturgefahren wie Starkregenereignisse, Hochwasser oder Hangrutschungen. Sie erarbeiten Konzepte zur nachhaltigen Flächennutzung. Umweltingenieurinnen und Umweltingenieure sind somit maßgeblich an der effizienten und nachhaltigen Nutzung von natürlichen Ressourcen und an der Lösung von Konflikten zwischen Mensch und Umwelt beteiligt.